# آکیرا اوگاتا
آکیرا اوگاتا (انگلیسی: Akira Ogata؛ ۱۸۸۷ – ۱۹۷۸) یک شیمی‌دان اهل ژاپن بود.